# Філиці
Філиці (пол. Filice, нім. Fylitz) — село в Польщі, у гміні Дзялдово Дзялдовського повіту Вармінсько-Мазурського воєводства.
Населення — 255 осіб (2011).
У 1975-1998 роках село належало до Цехановського воєводства.

## Демографія
Демографічна структура станом на 31 березня 2011 року:
|          | Загалом | Допрацездатний вік | Працездатний вік | Постпрацездатний вік |
| -------- | ------- | ------------------ | ---------------- | -------------------- |
| Чоловіки | 135     | 33                 | 91               | 11                   |
| Жінки    | 120     | 23                 | 72               | 25                   |
| Разом    | 255     | 56                 | 163              | 36                   |